# Бірдстаун (Іллінойс)
Бірдстаун (англ. Beardstown) — місто (англ. city) в США, в окрузі Кесс штату Іллінойс. Населення — 5951 особа (2020).

## Географія
Бірдстаун розташований за координатами 40°0′36″ пн. ш. 90°25′54″ зх. д. / 40.01000° пн. ш. 90.43167° зх. д. (40.009905, -90.431595).  За даними Бюро перепису населення США в 2010 році місто мало площу 9,39 км², з яких 9,24 км² — суходіл та 0,15 км² — водойми.

## Демографія
Згідно з переписом 2010 року, у місті мешкали 6123 особи в 2177 домогосподарствах у складі 1449 родин. Густота населення становила 652 особи/км².  Було 2378 помешкань (253/км²).
Расовий склад населення:
| - 74,7 % — білих - 5,9 % — чорних або афроамериканців - 0,4 % — корінних американців - 0,3 % — азіатів - 16,5 % — осіб інших рас |

До двох чи більше рас належало 2,1 %. Частка іспаномовних становила 32,6 % від усіх жителів.
За віковим діапазоном населення розподілялося таким чином: 27,9 % — особи молодші 18 років, 58,9 % — особи у віці 18—64 років, 13,2 % — особи у віці 65 років та старші. Медіана віку мешканця становила 34,1 року. На 100 осіб жіночої статі у місті припадало 102,7 чоловіків;  на 100 жінок у віці від 18 років та старших — 101,1 чоловіків також старших 18 років.
Середній дохід на одне домашнє господарство  становив 48 497 доларів США (медіана — 38 224), а середній дохід на одну сім'ю — 53 956 доларів (медіана — 46 232). Медіана доходів становила 35 199 доларів для чоловіків та 25 865 доларів для жінок. За межею бідності перебувало 19,9 % осіб, у тому числі 32,9 % дітей у віці до 18 років та 7,2 % осіб у віці 65 років та старших.
Цивільне працевлаштоване населення становило 2744 особи. Основні галузі зайнятості: виробництво — 29,3 %, освіта, охорона здоров'я та соціальна допомога — 19,8 %, роздрібна торгівля — 8,4 %, мистецтво, розваги та відпочинок — 7,7 %.